# George Gillingham
George Gillingham DD (falecido em 16 de dezembro de 1668) foi um cónego de Windsor de 1639 a 1668.

## Carreira
Ele foi educado em Broadgates Hall, Oxford, onde se formou BA em 1614 e MA em 1617. Ele foi premiado com o DD do Pembroke College, Oxford em 1636.
Ele foi nomeado:
- Reitor do Hospital Ging (Fryerning), Essex 1630
- Reitor de Chalton com Clanfield, Hampshire 1633 - 1668[2]
- Capelão do Rei Carlos I

Ele foi nomeado para a décima segunda bancada na Capela de São Jorge, Castelo de Windsor em 1639, mantendo-a até 1668.